# Choerades kwadjoi
Choerades kwadjoi là một loài ruồi trong họ Asilidae. Choerades kwadjoi được Tomasovic miêu tả năm 2007. Loài này phân bố ở vùng nhiệt đới châu Phi.